# Tarczal Viktor
Tarczal Viktor, Tarczal Győző István Ignác (Miskolc, 1873. december 9. – Budapest, 1955. november 2.) felsőkereskedelmi iskolai tanár, törvényszéki írásszakértő.

## Élete
Tarczalovits Antal és Volfgruber Cecilia fia. A Röser János nyilvános felső kereskedelmi iskolában volt rendes tanár Budapesten. Kereskedelmi akadémiát végzett, tudományos és műegyetemi előadásokat hallgatott, végezte a kereskedelmi szaktanfolyamot; üzleti gyakorlaton volt egy évig a Paragon hirdetési vállalatnál. Szakmája a szépírás. Tanított a Röser-féle intézetben szépírást és irodai munkálatokat. 1901. május 19-én Budapesten, az Erzsébetvárosban házasságot kötött a bécsi születésű Dellapina Laura Mária zongoraművésznővel. Az 1900-as évek elején a Nagymező utcai felsőkereskedelmi iskola tanára volt. 1914-ben hivatalvesztésre ítélték. 1934-ben nyugdíjba vonult. Halálát tüdőtágulás, szívféltúltengés, záró tüdőgyulladás okozta.

## Munkája
- Az egyszerű gyorsírás tankönyve. (Gyorsírás vastagítás nélkül). Levelező rész. Bpest, 1897.